# Aleste
Aleste ou Power Strike est une série de jeux vidéo développés par Compile. La plupart des titres de la série sont des shoot them up à déroulement vertical .

## Liste des jeux
| Année de sortie | Titre du jeu                                                    | Plateforme                                                |
| --------------- | --------------------------------------------------------------- | --------------------------------------------------------- |
| 1988            | Aleste / Power Strike / アレスタ                                | MSX2, Master System, iOS (2009),Téléphone portable (2003) |
| 1989            | Aleste 2 / アレスタ２                                           | MSX2                                                      |
| 1989            | Aleste Gaiden / アレスタ外伝                                    | MSX2                                                      |
| 1990            | Musha Aleste: Full Metal Fighter Ellinor / MUSHA / 武者アレスタ | Megadrive/Genesis                                         |
| 1991            | GG Aleste / GG アレスタ                                         | Game Gear                                                 |
| 1992            | Super Aleste / Space Megaforce / スーパーアレスタ               | Super Famicom / Super Nintendo                            |
| 1992            | Robo Aleste / 電忍アレスタ (Dennin Aleste)                      | Mega CD                                                   |
| 1993            | GG Aleste II / Power Strike II / GG アレスタII                  | Game Gear                                                 |
| 1993            | Power Strike II                                                 | Master System                                             |
| 2020            | Aleste Collection / アレスタコレクション                        | PS4, Nintendo Switch, Game Gear micro                     |
| 2020            | GG Aleste III / GGアレスタIII                                   | inclus dans Aleste Collection                             |